# Філіпп I Македонський
Філіпп I Македонський (грец. Φίλιππος Α' ὁ Μακεδών) — македонський цар династії Аргеадів, який правив у 7 столітті до н. е.

## Біографія
Був сином македонського царя Аргея І. Третій македонський цар з династії Аргеадів правив за Євсевієм Кесарійським 38 років (в інших перекладах 35 років).
Юстин згадує, що смерть його була передчасною, можливо поліг у битві:
| «В цей час у македонян безперервно йшли війни з фракійцями та іллірійцями. Загартувавшись в цих боях, немов у щоденних військових вправах, македоняни вселяли своїм сусідам страх славою про свої військові подвиги.[2]» |